# 八助
八助（はちすけ、生没年不詳）は、江戸時代前期の人物。赤穂藩家老の大石良雄に仕えた下男。
大石良雄が吉良邸討ち入りのため、赤穂尾崎村を立ち去る際に長年大石家に仕えた八助が良雄のもとを訪れた。八助は「お別れの記念に何かをいただきたく」と乞うたため、良雄が金子を包んで渡すと、八助は怒り「お金ではなく、どうか身につけた記念の品を」と再度乞うた。良雄はわびて絵筆をとって若き頃の自分と八助の主従の様子を絵に描いた。八助はこれに感激して末永く大事にし、家宝として子孫に伝えたという。この逸話は『近世畸人伝』はじめ数種にある主従の美談である。